# Target Racing
Target Racing est une écurie de sport automobile italienne. Elle a été fondée par Roberto Venieri en 1997. Elle a participé de 2011 à 2012 au championnat de Formula Renault 3.5 Series. Elle a également participé au championnat d'Italie de Formule 4 de 2014 à 2018.

## Résultats en Formule Renault 3.5
| Saison | Écurie     | Châssis | Moteur  | Pilotes                                                                                          | Courses disputées | Victoires | Pole positions | Podiums | Records du tour | Points inscrits | Classement |
| ------ | ---------- | ------- | ------- | ------------------------------------------------------------------------------------------------ | ----------------- | --------- | -------------- | ------- | --------------- | --------------- | ---------- |
| 2011   | BVM–Target | Dallara | Renault | Daniel Zampieri Sergio Canamasas                                                                 | 17                | 0         | 1              | 1       | 1               | 97              | 8e         |
| 2012   | BVM–Target | Dallara | Renault | Nikolay Martsenko Giovanni Venturini Sergey Sirotkin Daniel Zampieri Tamás Pál Kiss Davide Rigon | 17                | 0         | 0              | 0       | 0               | 17              | 12e        |

## Résultats en Formule 4 Italienne
| Saison | Voiture       | Écurie               | Pilotes              | Courses disputées | Victoires | Pole positions | Podiums | Records du tour | Points inscrits | Classement pilotes | Classement écuries |
| ------ | ------------- | -------------------- | -------------------- | ----------------- | --------- | -------------- | ------- | --------------- | --------------- | ------------------ | ------------------ |
| 2014   | Tatuus–Abarth | F & M                | Mahaveer Raghunathan | 18                | 0         | 0              | 0       | 0               | 45              | 12e                | 3e                 |
| 2014   | Tatuus–Abarth | F & M                | Mattia Drudi         | 21                | 4         | 1              | 10      | 4               | 237             | 2e                 | 3e                 |
| 2014   | Tatuus–Abarth | F & M                | Giovanni Altoè       | 15                | 0         | 0              | 0       | 0               | 1               | 24e                | 3e                 |
| 2014   | Tatuus–Abarth | Malta Formula Racing | Keith Camilleri      | 15                | 0         | 0              | 0       | 0               | 0               | N.C                | 11e                |
| 2014   | Tatuus–Abarth | Malta Formula Racing | Zackary Dante        | 15                | 0         | 0              | 0       | 0               | 12              | 19e                | 11e                |
| 2015   | Tatuus–Abarth | Malta Formula Racing | Yan Leon Shlom       | 18                | 0         | 0              | 0       | 0               | 7               | 23e                | 8e                 |
| 2015   | Tatuus–Abarth | Malta Formula Racing | Raúl Guzmán          | 21                | 0         | 0              | 1       | 0               | 30              | 17e                | 8e                 |
| 2015   | Tatuus–Abarth | Malta Formula Racing | Kevin Kanayet        | 21                | 1         | 0              | 1       | 0               | 41              | 15e                | 8e                 |
| 2016   | Tatuus–Abarth | DR Formula           | Raúl Guzmán          | 21                | 3         | 2              | 7       | 1               | 202             | 3e                 | 4e                 |
| 2016   | Tatuus–Abarth | DR Formula           | Artem Petrov         | 21                | 0         | 0              | 0       | 1               | 0               | N.C                | 4e                 |
| 2016   | Tatuus–Abarth | DR Formula           | Fabienne Wohlwend    | 18                | 0         | 0              | 0       | 0               | 0               | 35e                | 4e                 |
| 2017   | Tatuus–Abarth | DR Formula           | Artem Petrov         | 21                | 2         | 1              | 9       | 6               | 192             | 5e                 | 4e                 |
| 2017   | Tatuus–Abarth | DR Formula           | Aldo Festante        | 15                | 0         | 1              | 0       | 0               | 0               | N.C                | 4e                 |
| 2017   | Tatuus–Abarth | DR Formula           | Felipe Branquinho    | 21                | 0         | 0              | 0       | 0               | 6               | 13e                | 4e                 |
| 2018   | Tatuus–Abarth | DR Formula           | Edoardo Morricone    | 15                | 0         | 0              | 0       | 0               | 6               | 23e                | 11e                |
| 2018   | Tatuus–Abarth | DR Formula           | László Tóth          | 9                 | 0         | 0              | 0       | 0               | 0               | N.C                | 11e                |